# NGC 4686
NGC 4686 ist eine Spiralgalaxie vom Hubble-Typ Sa im Sternbild Großer Bär am Nordsternhimmel. Sie ist schätzungsweise 228 Millionen Lichtjahre von der Milchstraße entfernt und hat einen Durchmesser von etwa 135.000 Lichtjahren. Die Galaxie ist das hellste Mitglied der NGC 4686-Gruppe (LGG 300). 

Im selben Himmelsareal befinden sich u. a. die Galaxien NGC 4646, NGC 4669, NGC 4675, NGC 4695.
Das Objekt wurde am 14. April 1789 von Wilhelm Herschel mit einem 18,7-Zoll-Spiegelteleskop entdeckt, der sie mit „pB, cS, lE, bright resolvable nucleus“ beschrieb.

## NGC 4686-Gruppe (LGG 300)
| Galaxie   | Alternativname | Entfernung / Mio. Lj |
| --------- | -------------- | -------------------- |
| NGC 4566  | PGC 42007      | 243                  |
| NGC 4644  | PGC 42708      | 225                  |
| NGC 4669  | PGC 42942      | 221                  |
| NGC 4675  | PGC 42998      | 217                  |
| NGC 4686  | PGC 43101      | 228                  |
| NGC 4695  | PGC 43173      | 222                  |
| IC 830    | PGC 43533      | 221                  |
| PGC 42725 | MCG 09-021-032 | 219                  |
| PGC 42841 | MCG 09-21-034  | 226                  |
| PGC 42844 | MCG 09-21-033  | 227                  |